# Sven Lasta
Sven Lasta (Pakrac, 18. travnja 1925. – Zagreb, 15. kolovoza 1996.) bio je hrvatski kazališni, televizijski i filmski glumac.

## Životopis
Gimnaziju je pohađao u Zagrebu, a zbog djelovanja u SKOJ-u uhićen je 1942. i zatvoren u Lepoglavu, nakon čega 1943. godine pristupa partizanima.
Bio je član hrvatskih partizanskih kazališnih družina. Nakon rata na zagrebačkome je Filozofskome fakultetu apsolvirao arheologiju i povijest umjetnosti, a 1948. završio Zemaljsku glumačku školu. 
Od 1948. do 1953. godine član je zagrebačkoga HNK, a potom do 1965. godine Dramskoga kazališta »Gavella«. Idućih godina radio je kao slobodni umjetnik, najviše u zagrebačkome Teatru &TD, a nastupao je i u predstavama Dubrovačkoga ljetnoga festivala. Djelovao je i kao kazališni pedagog na Akademiji dramske umjetnosti. Oženio se redateljicom Višnjom Lastom. Kolumne što ih je objavljivao u Hrvatskome slovu objavljene su u knjizi Iz glumačkoga kuta, 2000. 

### Domovinski rat
Kao dragovoljac sudjelovao je u Domovinskome ratu. S 66 godina i dva preboljela srčana infarkta priključio se obrani Sunje. Ubrzo je dobio nadimak „Deda” te iako je tada bio popularan nije tražio nekakav poseban tretman već je pokazao veliku odvažnost. Na inicijativu generala Slobodana Praljka i kipara Stjepana Gračana postavljen mu je spomenik u parku u središtu Sunje na spomen njemu i svim onim hrvatskim braniteljima koje svojim angažmanom predstavlja.

## Popis važnijih uloga

### Kazališne uloge
- Polugan i Gregor (Krleža, Vučjak i U logoru),
- Kreont (Jean Anouilh, Antigona),
- Alceste (Moliere, Mizantrop),
- Kirilov (Dostojevski, Demoni ili Bjesovi),
- Pozzo Samuel Beckett, U očekivanju Godota,
- Krapp Samuel Beckett, Posljednja vrpca (1986.); redatelj: Petar Vujačić; Teatar &TD
- Moliere Mihail Bulgakov Gospodin de Moliere(1975.); redatelj: Georgij Paro; Teatar &TD

### Televizijske uloge
- "Kontesa Dora" kao Tempus (1991.)
- "Bolji život" kao Krunoslav Habarsus (1987.)
- "The Secret of the Black Dragon" (1985.)
- "Mrtvi se ne vraćaju" (1983.)
- "Rade Končar" (1983.)
- "Nepokoreni grad" kao doktor (1982.)
- "Đavolje sjeme" (1979.)
- "Klupa na Jurjevskom" kao Nik (1972.)
- "Sumorna jesen" (1969.)
- "Visočka hronika" kao Isidor (1967.)

### Filmske uloge
- "Vrijeme ratnika" kao ubojica u šumi (1991.)
- "Čarobnjakov šešir" kao Pero, Marta i puž Muž (1990.)
- "Školjka šumi" (1990.)
- "Ćao, ćao bambina!" (1988.)
- "Trideset konja" (1988.)
- "Terevenka" (1987.)
- "Bunda" kao Pero (1987.)
- "Dom Bergmanovih" kao Semjon (1987.)
- "Najljepši dani u životu Ivana Kiseka" kao Ivan Kisek (1986.)
- "Trgovci i ljubavnici" (1986.)
- "Čudesna šuma" kao Do, žaba i puž Muž (1986.)
- "Crveni i crni" (1985.)
- "Dvije karte za grad" kao starac (1984.)
- "Neobični sako" (1984.)
- "Noć poslije smrti" (1983.)
- "Čovjek od riječi" kao Mato Zukanović (1983.)
- "Sustanar" (1982.)
- "Poglavlje iz života Augusta Šenoe" (1981.)
- "Bombaški proces" kao Tomić (1978.)
- "Slučaj maturanta Wagnera" (1976.)
- "Zec" (1975.)
- "Nocturno" (1974.)
- "Basna" (1974.)
- "Vrijeme početka" (1974.)
- "Kipić" (1972.)
- "Kratka noć leptira" (1971.)
- "Mirisi, zlato i tamjan" kao Mali (1971.)
- "Jana" kao Cerny (1970.)
- "Ljubav i poneka psovka" kao Fra Pave (1969.)
- "Tri sata do pobjede" (1969.)
- "Hej, Džo!" (1968.)
- "Agent iz Vaduza" (1968.)
- "Cintek" (1967.)
- "Ključ" kao muž (1965.)
- "Tisuću i jedna strast" (1964.)
- "Gledalac i mi" kao komentator (1956.)

### Sinkronizacija
- Asterix protiv Cezara – Cezar (verzija iz 1989., Zagrebačka televizija)

## Nagrade i priznanja
Njemu u čast održava se manifestacija Dani Svena Laste – sjećanje na branitelje Sunje

## Vanjske poveznice
- Sven Lasta u internetskoj bazi filmova IMDb-u (engl.)